# سارما
سارما (به استونیایی: Saaremaa) جزیره‌ای در دریای بالتیک متعلق به کشور استونی است.
این جزیره که ۲٬۶۷۳ کیلومتر مربع مساحت دارد قسمتی از شهرستان ساره و مجمع‌الجزایر غرب استونی محسوب میشود، مرکز این جزیره شهر کورسار است و جعیت کل آن ۳۰٬۹۶۶ نفر است.

## نگارخانه

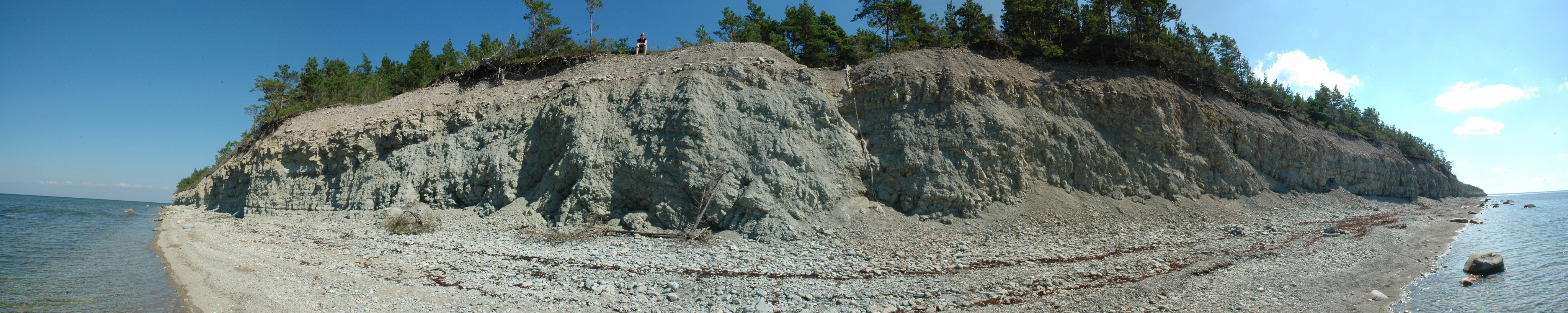
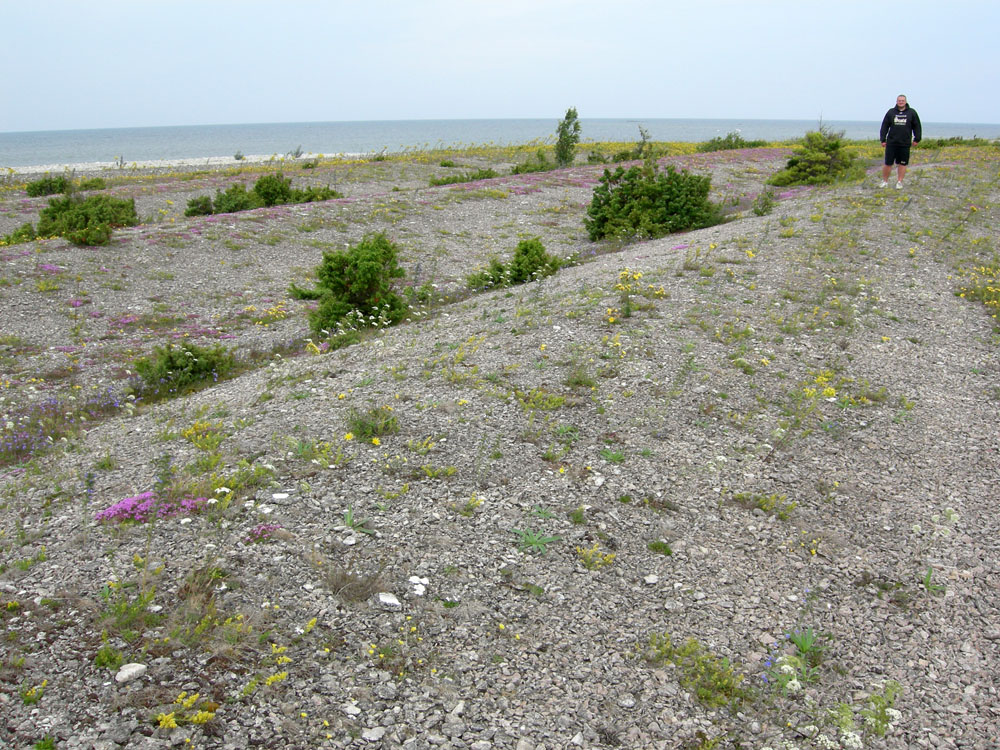
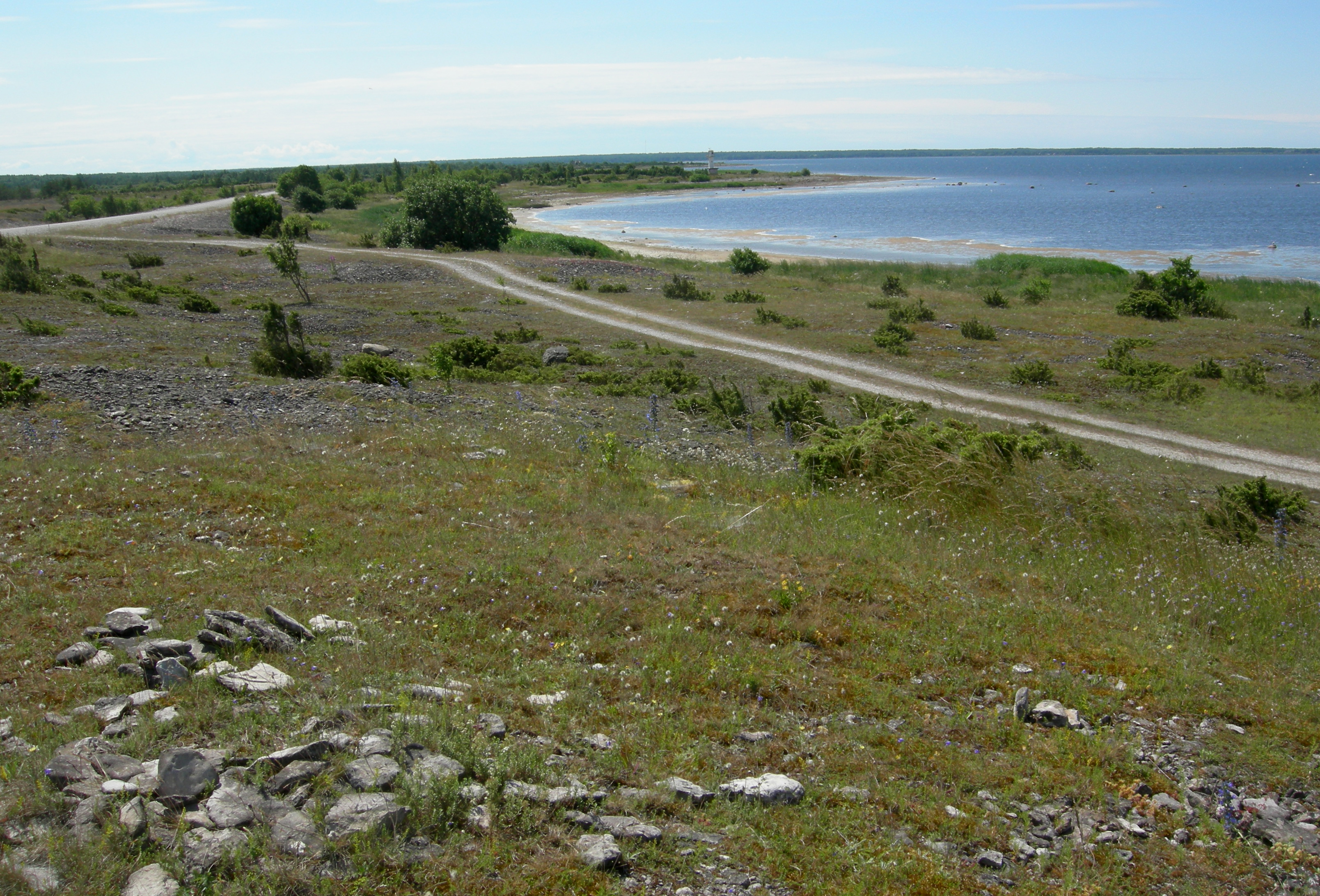
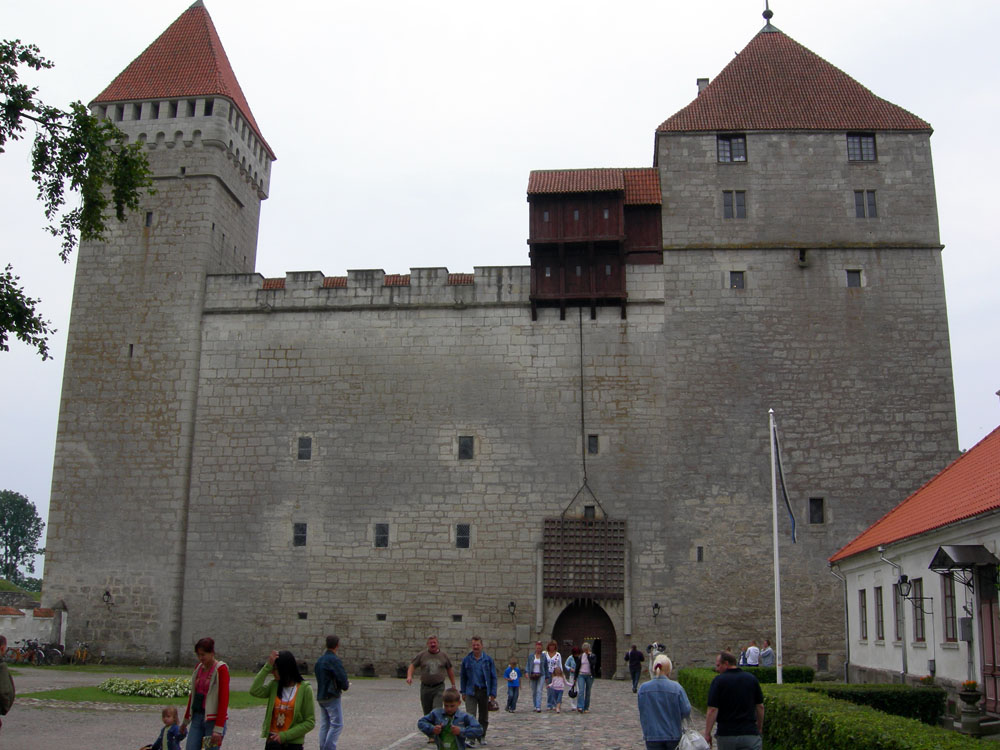
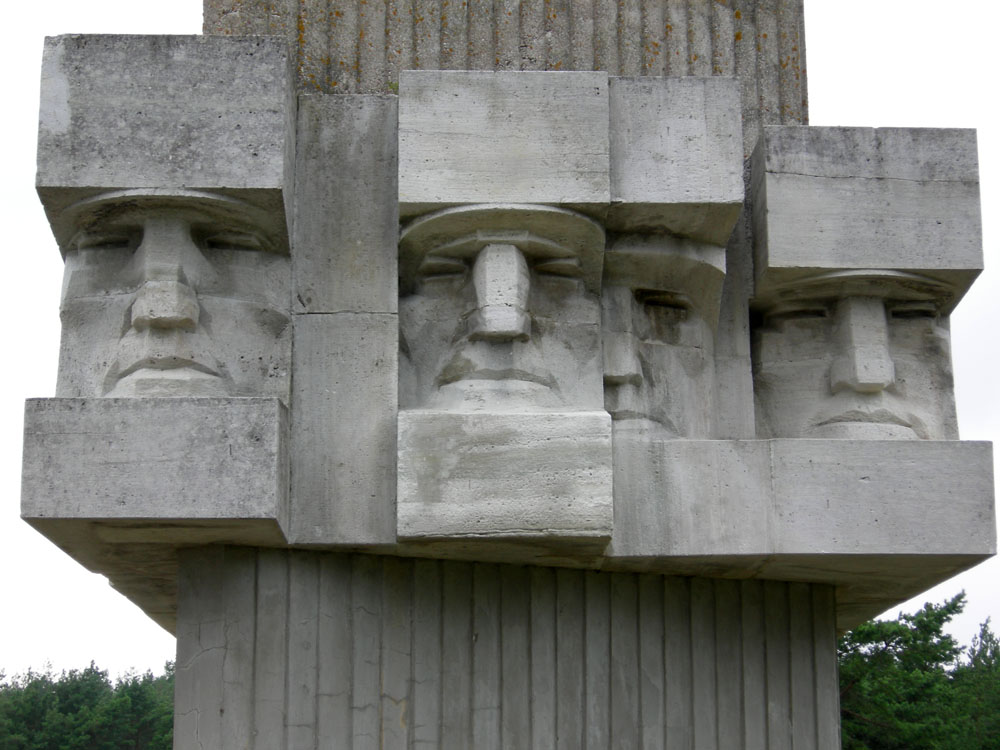
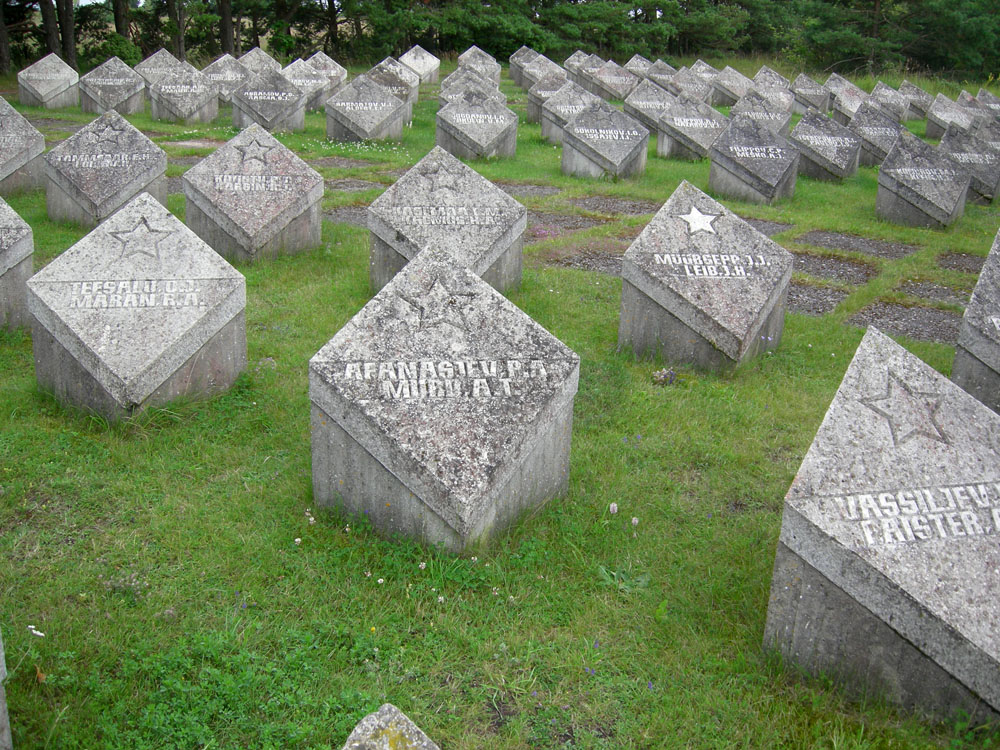
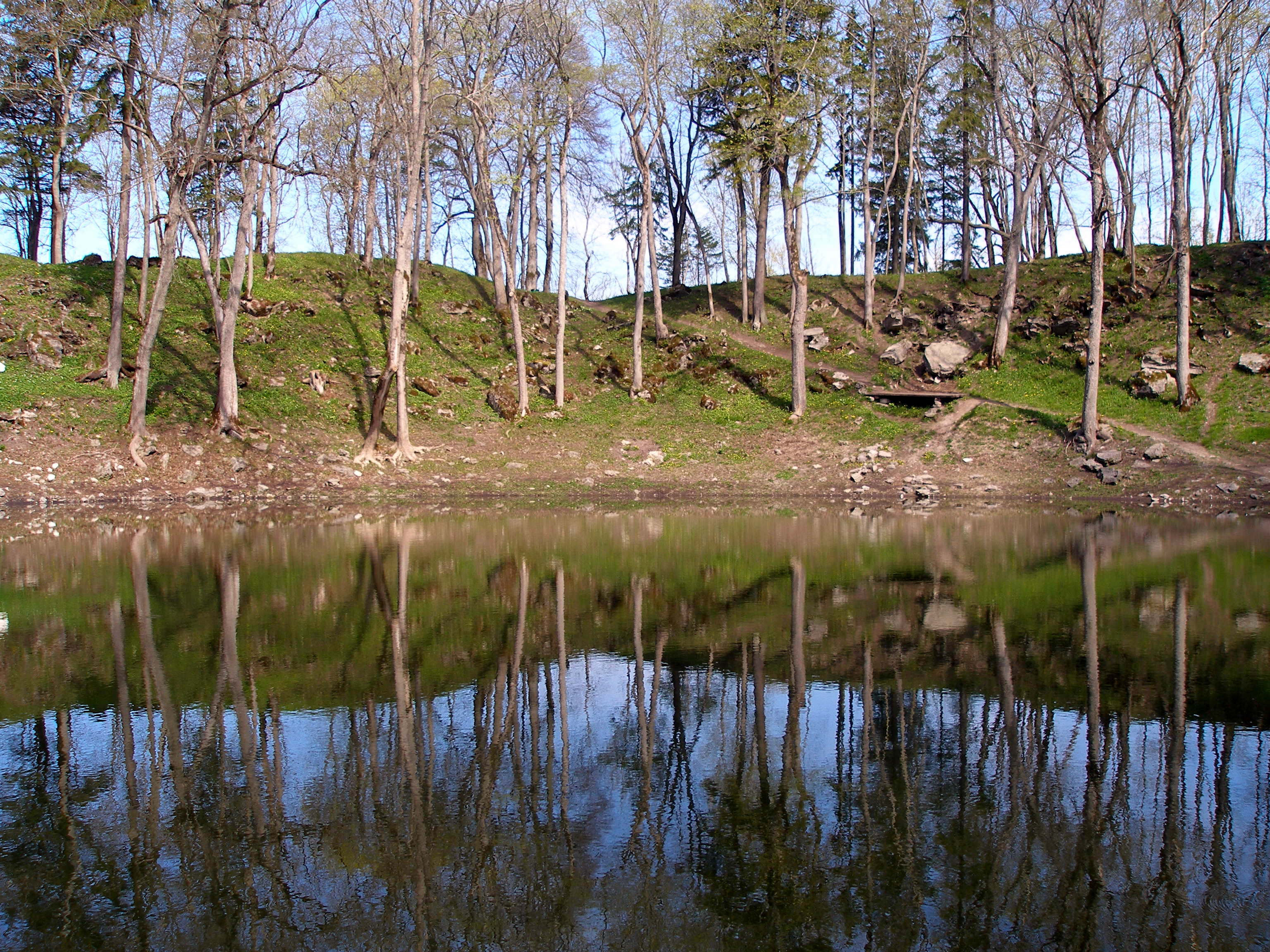
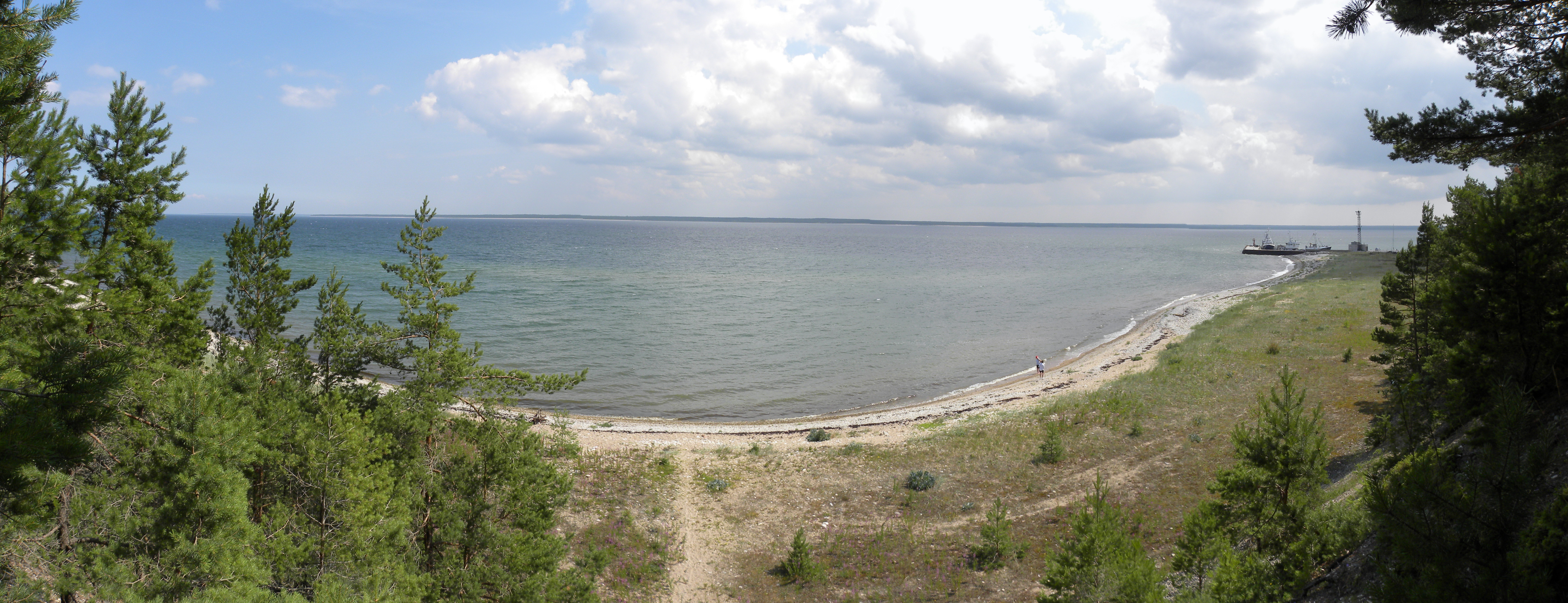
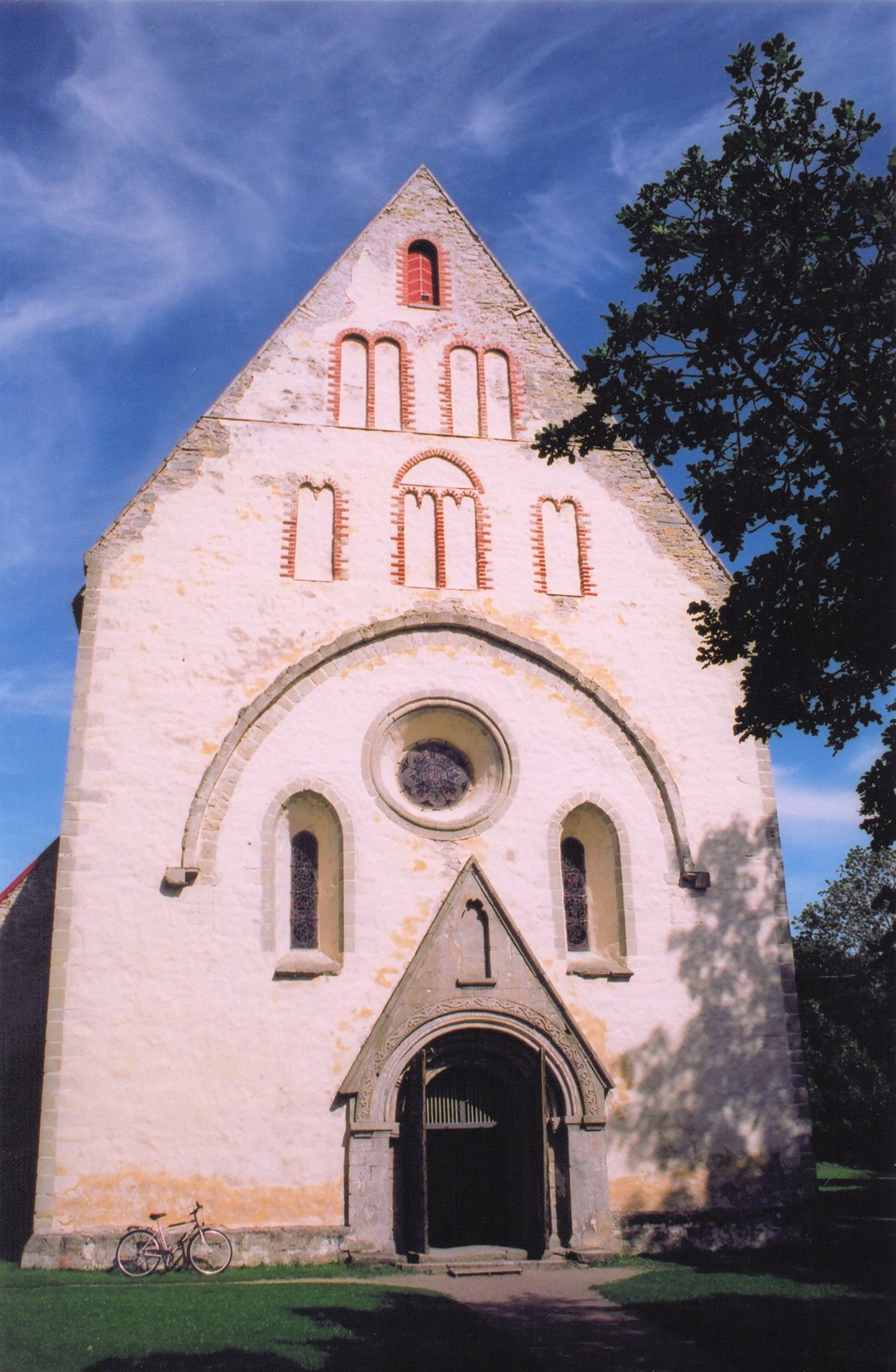
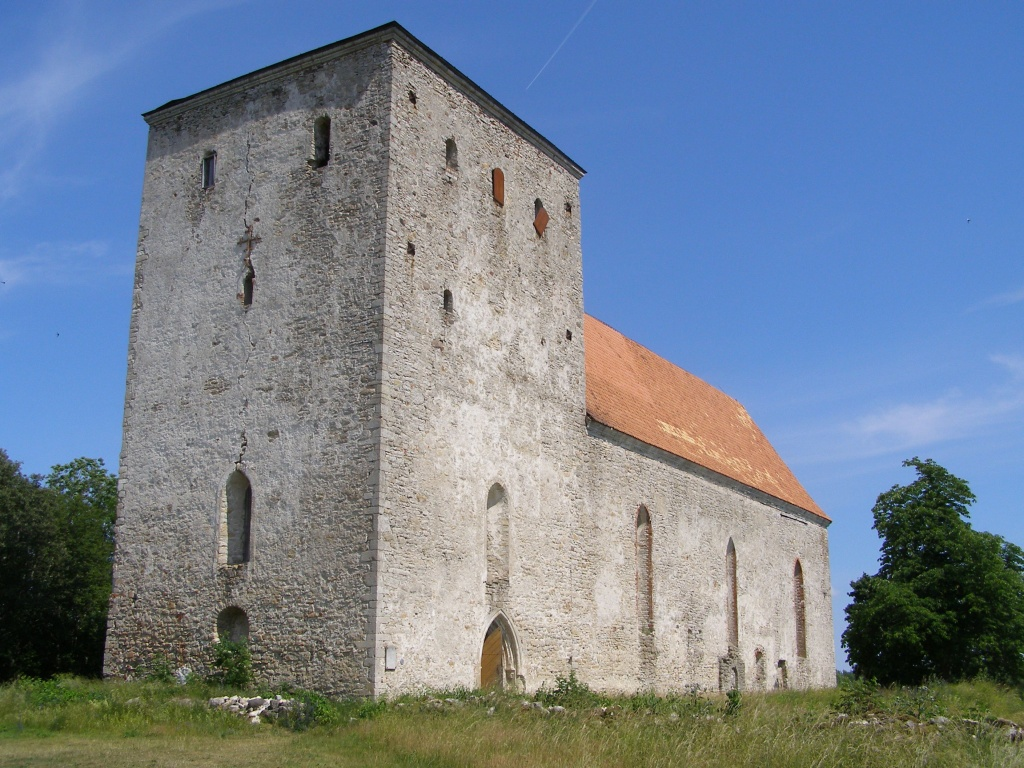